# Serge Boucheny
Serge Boucheny, né le 22 mars 1929 à Paris 6e, est un homme politique français.

## Biographie
Député communiste de la 14e circonscription de Paris lors de la 3e législature, il succède à l'UNR Hubert Germain. 
Il devient sénateur le 26 juin 1969, en remplacement de Raymond Bossus, démissionnaire pour raisons de santé. Il est réélu lors des élections de 1977 mais ne se représente pas en 1986.